# Francesca Antonelli
Francesca Antonelli (Roma, 10 novembre 1972) è un'attrice italiana.

## Biografia
Inizia da giovane, nel 1988, nel film di Francesca Archibugi Mignon è partita. Nello stesso anno partecipa a La casa del sorriso di Marco Ferreri. 
Negli anni novanta è tra gli attori della serie televisiva I ragazzi del muretto.
Nel 1995 interpreta Ambrogio di Wilma Labate e, insieme a Nanni Moretti e Valeria Bruni Tedeschi, La seconda volta. 
Attrice teatrale, nel 2016 è la co-protagonista della commedia Doppia coppia, con Max Tortora per la regia di Max Tortora e Paola Tiziana Cruciani.

## Filmografia

### Cinema
- Mignon è partita, regia di Francesca Archibugi (1988)
- La casa del sorriso, regia di Marco Ferreri (1991)
- Ambrogio, regia di Wilma Labate (1992)
- Briganti - Amore e libertà, regia di Marco Modugno (1993)
- De Generazione, regia di Antonio Antonelli, episodio Catene (1994)
- La seconda volta, regia di Mimmo Calopresti (1995)
- Il mondo alla rovescia, regia di Isabella Sandri (1995)
- Ardena, regia di Luca Barbareschi (1997)
- Il figlio di Bakunìn, regia di Gianfranco Cabiddu (1997)
- Donne in bianco, regia di Tonino Pulci (1998)
- Amore a prima vista, regia di Vincenzo Salemme (1999)
- Un anno in campagna, regia di Marco Di Tillo (1999)
- La banda, regia di Claudio Fragasso (2001)
- Al cuore si comanda, regia di Giovanni Morricone (2003)
- Stai con me, regia di Livia Giampalmo (2004)
- Scusa ma ti chiamo amore, regia di Federico Moccia (2008)
- Questione di cuore, regia di Francesca Archibugi (2009)
- L'ultimo ultras, regia di Stefano Calvagna (2009)

- Scusa ma ti voglio sposare, regia di Federico Moccia (2010)
- Gli equilibristi, regia di Ivano De Matteo (2012)
- L'ultima ruota del carro, regia di Giovanni Veronesi (2013)
- Un Natale stupefacente, regia di Volfango De Biasi (2014)
- Arance & martello, regia di Diego Bianchi (2014)
- Io e lei, regia di Maria Sole Tognazzi (2015)
- Piuma, regia di Roan Johnson (2016)
- La notte è piccola per noi, regia di Gianfrancesco Lazotti (2016)
- Orecchie, regia di Alessandro Aronadio (2016)
- Manuel, regia di Dario Albertini (2017)
- La partita, regia di Francesco Carnesecchi (2018)
- Vivere, regia di Francesca Archibugi (2019)
- Calcinculo, regia di Chiara Bellosi (2022)
- Tu quoque, regia di Gianni Quinto (2025)

### Televisione
- I ragazzi del muretto – serie TV, 52 episodi (1991-1996)
- Lui e lei – serie TV (1998-1999)
- Una donna per amico – serie TV, episodio 1x06 (1998)
- Le ragazze di piazza di Spagna – serie TV (1999)
- Gli occhi dell'amore, regia di Giulio Base – film TV (2005)
- Rino Gaetano - Ma il cielo è sempre più blu, regia di Marco Turco – miniserie TV (2007)
- Provaci ancora prof! – serie TV, episodio 3x07 (2008)
- Una madre, regia di Massimo Spano – miniserie TV (2008)
- Ho sposato uno sbirro – serie TV (2008)
- Preferisco il paradiso, regia di Giacomo Campiotti – miniserie TV (2010)
- Fratelli detective – serie TV (2011)
- Né con te né senza di te, regia di Vincenzo Terracciano – miniserie TV (2012)
- Anita Garibaldi, regia di Claudio Bonivento – miniserie TV (2012)
- Rimbocchiamoci le maniche – serie TV, 8 episodi (2016)
- C'era una volta Studio Uno, regia di Riccardo Donna – miniserie TV (2017)
- Nero a metà – serie TV, episodio 2x05 (2020)
- Svegliati amore mio, regia di Simona Izzo e Ricky Tognazzi – miniserie TV (2021)
- Alfredino - Una storia italiana, regia di Marco Pontecorvo – miniserie TV (2021)
- Circeo, regia di Andrea Molaioli – miniserie TV (2022)
- Vincenzo Malinconico, avvocato d'insuccesso – serie TV, episodio 1x04 (2022)
- Per Elisa - Il caso Claps, regia di Marco Pontecorvo – miniserie TV, episodi 4-5-6 (2023)
- La Storia, regia di Francesca Archibugi – miniserie TV, episodi 6-7 (2024)
- Adorazione – serie TV (2024)

## Teatro
- Non credo che esistano uomini come Clark Gable di Luca De Bei, regia di Manuel de Teffè (1997)
- Iglu di Eleonora Pariante, Fabio Clemente e Francesca Lori, regia di Fabio Clemente (1997)
- Doppia coppia, regia di Paola Tiziana Cruciani (2016)